# Mariana Garcés Córdoba
Mariana Garcés Córdoba est une avocate et femme politique colombienne. Elle a notamment été ministre de la Culture de 2010 à 2018 sous la présidence de Juan Manuel Santos.